# كينت نورمان
كينت نورمان (بالإنجليزية: Kent L. Norman)‏ هو مؤلف ومحاضر وعالم نفس أمريكي، ولد في 8 مارس 1947.